# 王孝涛
王孝涛（1928年6月—2024年3月16日），男，浙江平阳人，中国中药炮制专家，中国中医研究院中药研究所研究员，第六、七、八、九届全国政协委员。